# Intellivision

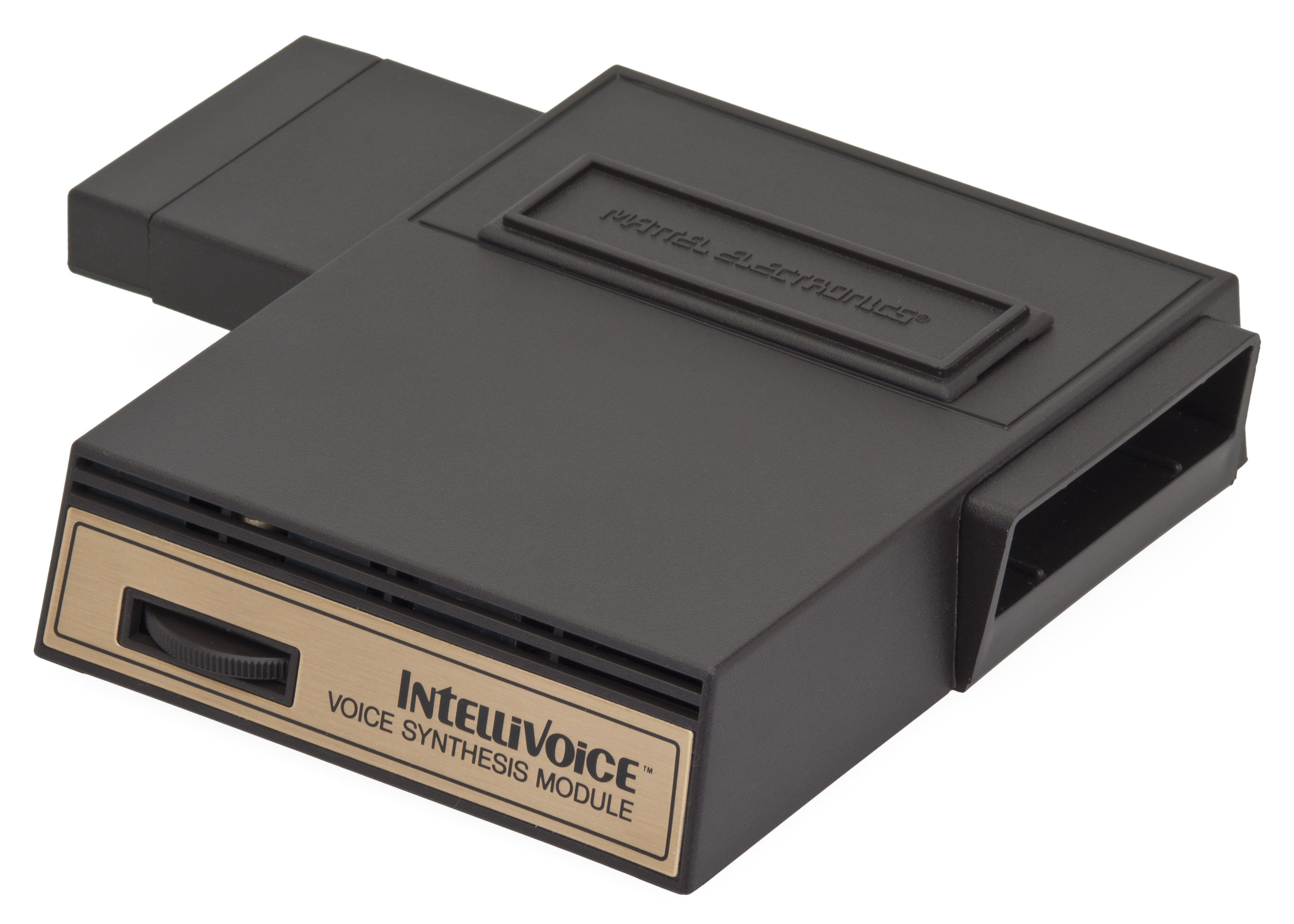
Intellivoice (Add-On für Sprachausgabe)

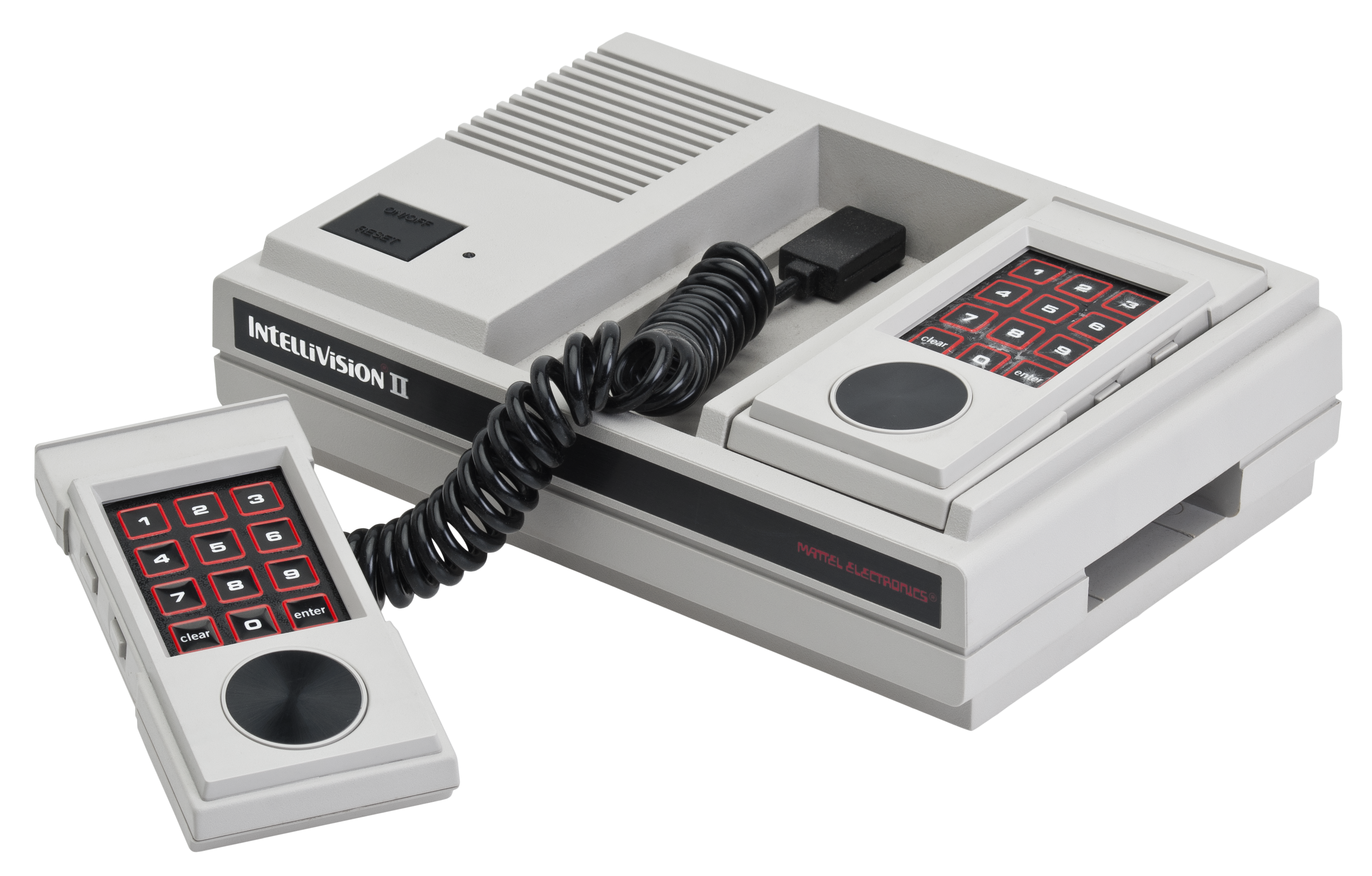
Intellivision II (Revision)

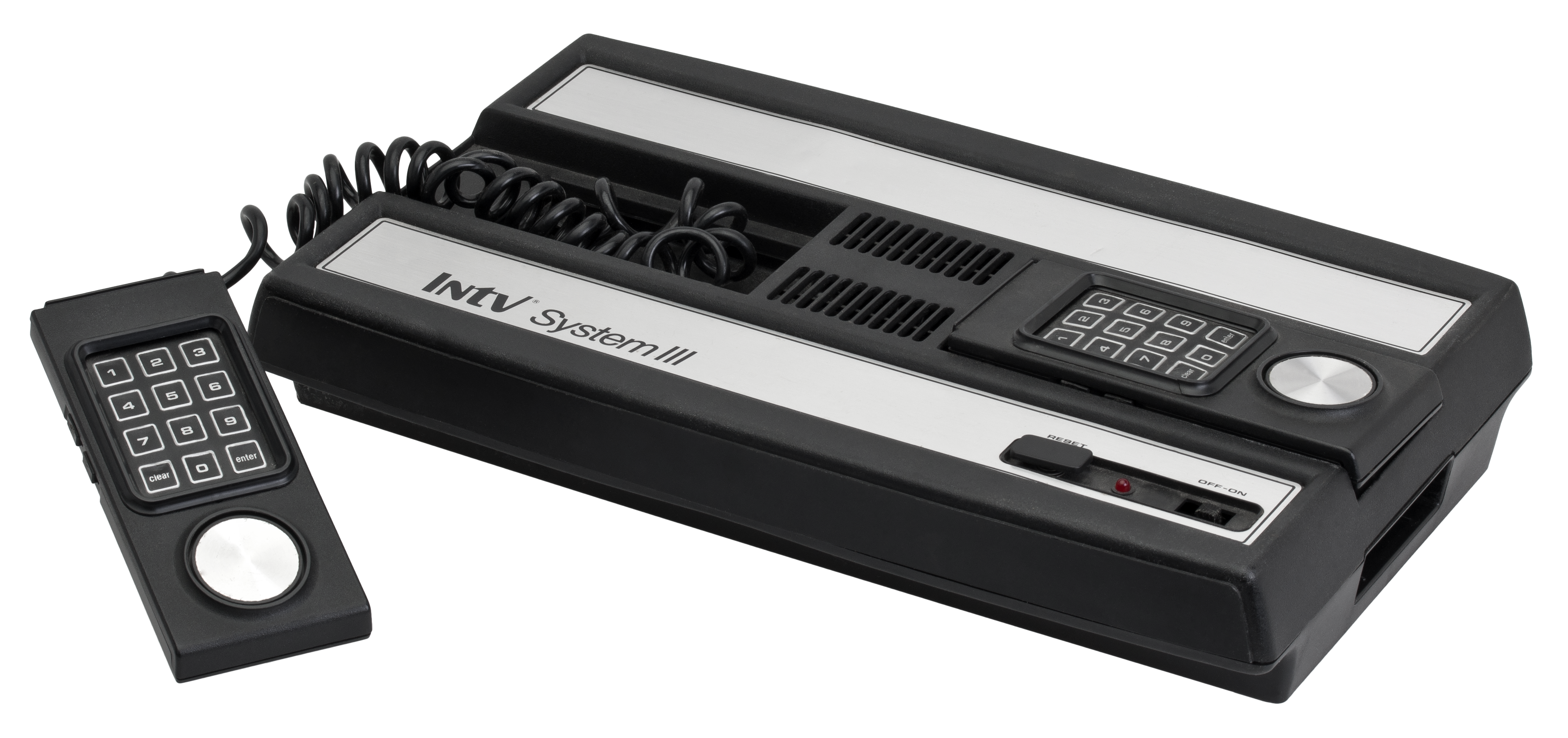
Intellivision III (kurz: INTV 3, Revision)

Das Intellivision ist eine Spielkonsole, die 1979 in Amerika von Mattel veröffentlicht wurde. Die Entwicklung der Konsole begann 1978, weniger als ein Jahr nach Veröffentlichung der Konkurrenzkonsole Atari 2600.

## Geschichte
Das Intellivision wurde von der Unterabteilung Mattel Electronics entwickelt, die zur Entwicklung elektronischer Spiele gegründet worden war. 1979 wurde das Gerät und vier dazugehörige Spiele in Fresno auf den Markt gebracht, um seine Markttauglichkeit zu prüfen. 1980 wurde das System schließlich zum Preis von $299 mit dem Spiel Las Vegas Blackjack in den ganzen USA veröffentlicht. Obwohl Mattel nicht als Erster mit Atari konkurrierte (Fairchild Semiconductor, Bally und Magnavox hatten bereits Konkurrenzkonsolen auf den Markt gebracht), war das Intellivision die erste ernsthafte Bedrohung für Ataris Vorherrschaft auf dem Videospielemarkt. In einer Reihe von Werbespots mit George Plimpton stellte Mattel gnadenlos die technische Unterlegenheit des Atari 2600 gegenüber dem Intellivision dar.
Im ersten Jahr verkaufte Mattel 175.000 Intellivision-Konsolen und erweiterte die Spieleauswahl auf 19 Titel. Zu diesem Zeitpunkt wurden sämtliche Spiele von einer externen Firma entwickelt. Um mit eigener Software den Profit zu erhöhen, gründete Mattel eine hauseigene Spieleentwicklungsabteilung. Um zu verhindern, dass Konkurrent Atari die Programmierer abwarb, wurden deren Identität und Arbeitsaufenthaltsort streng geheim gehalten. In der Öffentlichkeit wurden diese Programmierer meist als Blue Sky Rangers bezeichnet.
1982 erreichten die Verkäufe der Konsole einen neuen Höchststand. Über zwei Millionen Intellivision-Konsolen wurden bis Jahresende verkauft und brachten Mattel einen Gewinn von rund 100 Millionen US-Dollar ein. Ataris Third Party-Entwickler Activision, Coleco, Imagic und auch Atari selbst unter seiner Marke Atarisoft begannen mit der Veröffentlichung von Spielen für das Intellivision. Von den beliebtesten Titeln wurden jeweils über eine Million Exemplare verkauft. Als Reaktion auf den Erfolg stellte Mattel ein neues Peripheriegerät vor, das Intellivoice. In Verbindung mit bestimmten Spielen diente dieses Gerät zur Ausgabe von Sprache.
Mit der Ankündigung einer Computertastatur sorgte Mattel für Aufsehen. Dieses Computer-Upgrade erwies sich als teuer und aufwendig in der Herstellung, und schließlich wurde Mattel von der Federal Trade Commission (FTC) mit einer Strafe von 10.000 US-Dollar belegt, die täglich fällig wurde, bis Mattel das versprochene Upgrade veröffentlichte. Schließlich war die Tastatur über eine schriftliche Bestellung erhältlich. 4000 Einheiten wurden verkauft, von denen viele zurückgebracht wurden, als Mattel sie 1983 zurückrief. Der Grund dafür war, dass die Entwickler eine effizientere Herstellungsmethode entwickelt hatten. Ein neues Computer-Upgrade, das Entertainment Computer System (ECS), war deutlich kleiner und leichter zu produzieren als die ursprüngliche Tastatur. Die beiden Geräte waren inkompatibel, aber Besitzer der alten Version konnten ihre Tastatur gegen das neue Modell eintauschen.
Zeitgleich zum ECS wurde 1983 das Intellivision II mit abnehmbaren Gamepads und neuem Design veröffentlicht, außerdem der System Changer zum Spielen von Atari-2600-Spielen mit dem Intellivision und eine Keyboard-Erweiterung für das ECS. Jedoch kamen mit der Veröffentlichung dieser Geräte auch neue Probleme auf Mattel zu: Mit neuen Spielkonsolen (ColecoVision [1982], Atari 5200 [1983] und Vectrex [1983]) gewannen Konkurrenzhersteller Marktanteil, und der Videospiele-Crash von 1983 machte der gesamten Industrie zu schaffen. Im August wurde die Produktion von Mattel stark gedrosselt und der Preis des Intellivision II von $150 auf $69 gesenkt. Mattel Electronics verzeichnete einen Verlust von 300 Millionen Dollar. Anfang nächsten Jahres wurde die Abteilung als eines der ersten großen Opfer des Crashs geschlossen.
Eine Gruppe von Angestellten kaufte die Rechte an Konsole und Software sowie die restlichen Lagerbestände auf und verkaufte diese im Zeichen der neuen Firma INTV Corp. über den Versandhandel. Nachdem alle Intellivision-II-Exemplare ausverkauft waren, veröffentlichte man eine neue Konsole, das INTV III. Dabei handelte es sich um eine Variante des Intellivision in neuem Design, die später in Super Pro System umbenannt wurde. Zusätzlich zur Herstellung neuer Konsolen entwickelte die INTV Corp. auch neue Spiele. Schließlich erstarben jedoch die Verkäufe, und INTV wurde 1991 aufgelöst.
Am 23. Mai 2024 gab Atari die Übernahme der Marke Intellivision und über 200 Spiele von Intellivision Entertainment LLC bekannt.

## Statistik
- Das Intellivision war die erste 16-Bit-Spielkonsole, obwohl es auch oft irrtümlich als 10-Bit-System bezeichnet wird.
- Das Intellivision war das erste System mit Breitbandunterstützung. 1981 veröffentlichte General Instrument zusammen mit Mattel das Play Cable, mit dem Spiele über einen Kabelanschluss empfangen werden konnten.
- Mehr als 3 Millionen Intellivision-Konsolen wurden während seines zwölfjährigen Verkaufs abgesetzt.
- Insgesamt erschienen 125 Spiele für das Intellivision.

Siehe auch Kategorie:Intellivision-Spiel.

## Technische Daten
- General Instrument CP1610 16-Bit-Mikroprozessor CPU mit 894,886 kHz
- 371 Byte RAM
- Grafik
  - 160 × 196 Pixel
  - 16 (gleichzeitig darstellbare) Farben (Farbprozessor AY-3-8915)
  - 8 Sprites
- Dreikanalton (Soundchip: GI AY-3-8914)

## Controller-Informationen
- Gamepad mit zwölf Tasten
- vier seitliche „Action Buttons“
- „Directional Disk“ zu Eingabe von 16 Richtungen